# 三山國王廟 (觀塘)

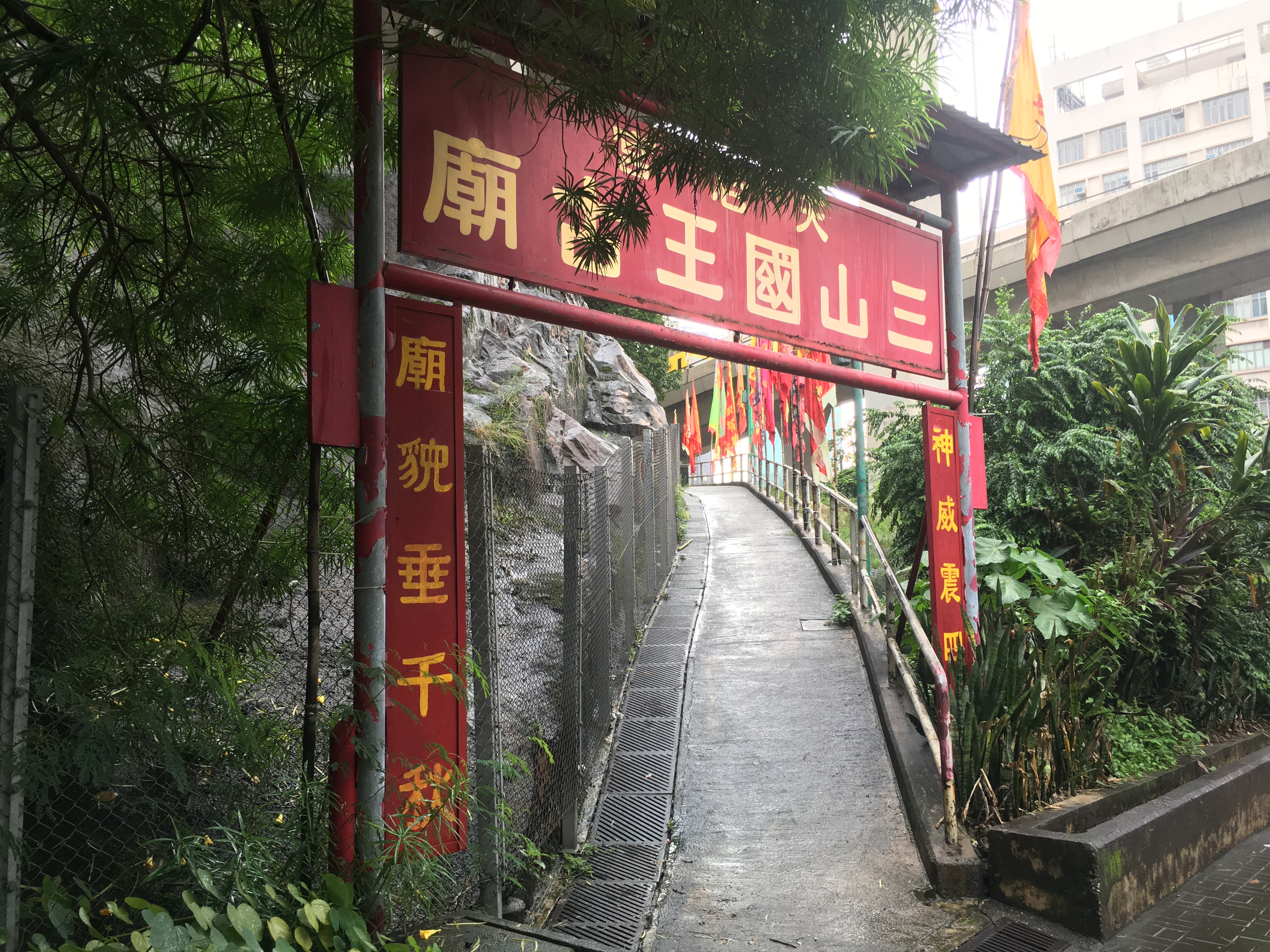
通往國王古廟的山路

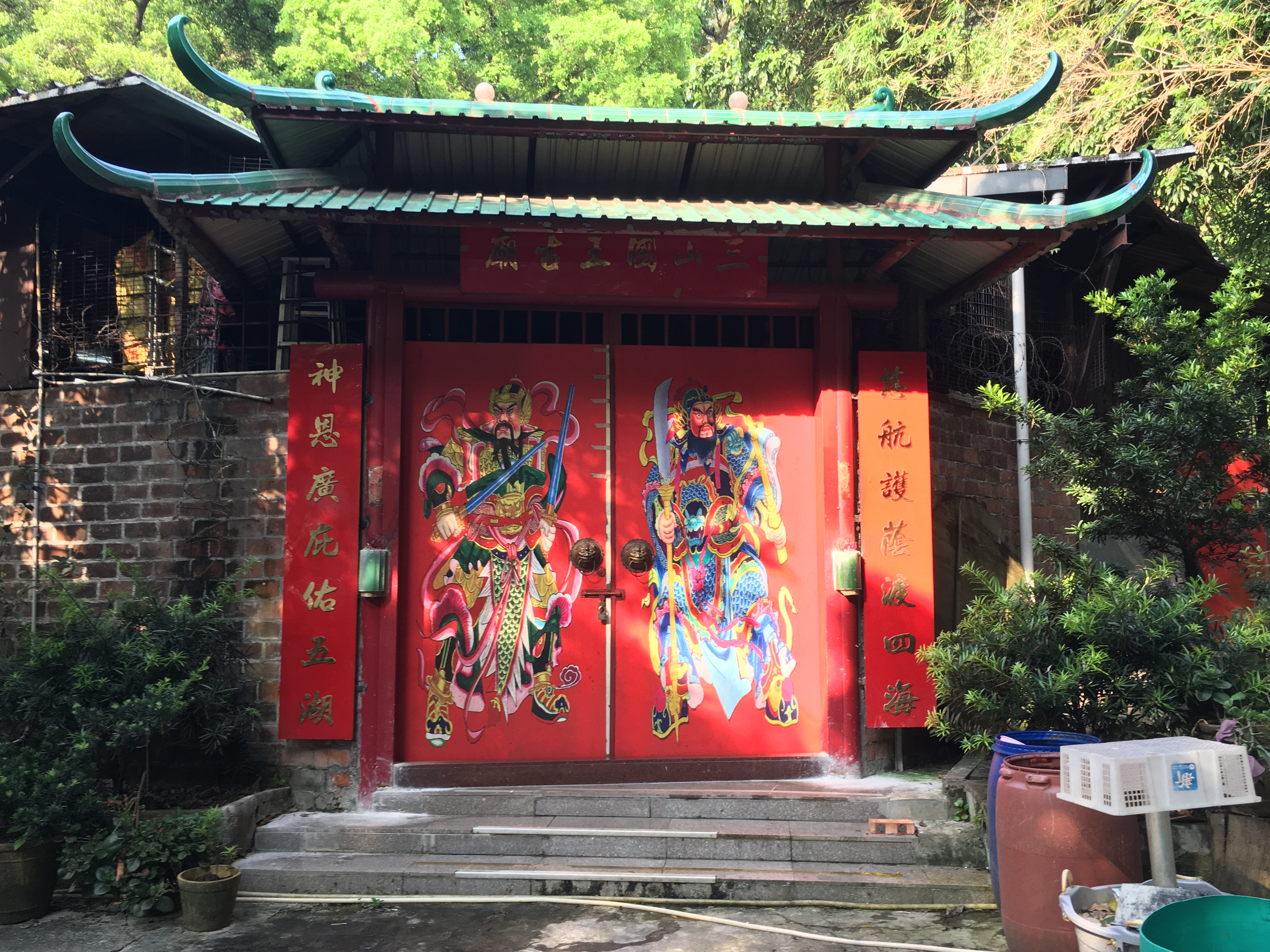
觀塘三山國王古廟

香港觀塘的三山國王古廟，位於觀塘區晒草灣白泥山復康徑，近偉發道。廟側另建有天后宮及福德古廟。
三山國王是指三位山神，他們幫助宋太宗趙光義打勝仗，後來被宋朝皇室封為「國王」。

## 歷史
觀塘三山國王廟在1950年代已經存在，原本位於鄰近的茜草灣木屋區。後來因清拆的緣故，最後於1983年搬遷到現址重建。
在香港的幾間三山國王廟中，只有這座有三位國王的神像，是新造於廟宇2006年的重修，其他三山國王廟都只有一個。
廟外有一對門聯：「廟宇虔修美奐美侖威鎮海外，神恩廣被賜福賜壽譽滿江南」。

## 外部連結
- 《觀塘廟宇實錄（页面存档备份，存于）》，觀塘區議會、觀塘民政事務處